# Герб Ніколаєвська-на-Амурі
Герб Ніколаєвська-на-Амурі Хабаровського краю Російської Федерації , що входить до Зеленого клину.
Герб муніципального утворення «Місто Ніколаєвськ-на-Амурі і Миколаївський район» затверджений Рішенням № 63 Миколаївського-на-Амурі міських Зборів депутатів 4 грудня 2001 року.
Герб внесений до Державного геральдичного регістру Російської Федерації з присвоєнням реєстраційного номера 952.

## Опис герба
|  | «У блакитному (синьому, блакитному) полі над срібним хвилястим краєм - два розбіжних зелених гірських схили, тонко облямовані сріблом і між ними летить вправо чорний орел з піднятими крилами, що має червлені (червоні) очі, золотий дзьоб і стиснуті лапи, срібні плечі і хвіст; в зниженому серцевому щиті в блакитному полі на хвиляста срібна основа, обтяжена блакитною рибою, золота стіна з двома круглими вежами і відкритими воротами, супроводжувана вгорі двома золотими кирками, загостреними з двох кінців навхрест руків'ям догори; поверх кирок - лопата держаком вниз того ж металу». |

## Опис символіки
Головною фігурою герба є геральдичний орел - символ висоти духу, алегорично показує рідкісну птицю орлана, місцем проживання якого є гирло Амура і Охотського узбережжя. Одночасно орел символізує хоробрість, віру, перемогу, велич і владу, а його напрямок польоту і розпростерті крила - прагнення вперед, в майбутнє, здатність людини долати труднощі. Його червені очі позначають мужність і хоробрість, а золотий дзьоб означає силу, здоров'я, верховенство і велич.
Чорний колір в геральдиці має глибокий сенс, це символ розсудливості, мудрості, вічності. Гірські схили відображають природно-кліматичні особливості району і алегорично показують мис Пронг і мис Табах, а золота стіна між ними алегорично показує вхід в Амур.
Зелений колір - символ надії, достатку, оновлення життя.
Срібні краї в щитку і основному полі символізує води Амурського лиману і Охотського моря. Срібло в геральдиці символ чистоти, мудрості, благородства, світу, взаємоспівпраці.
Поєднання лопати - емблеми будівництва і творення з кирками - емблемою гірничорудної та ломикаменем промисловості, символізує гірничу промисловість (рудокопство), золотодобування, з яких починався розвиток міста і району.
Золото в геральдиці - символ міцності, багатства, величі, інтелекту і прозріння.
Риба показує природні багатства прибережних вод, провідну галузь господарства району - рибну ловлю і переробку морепродуктів.
Лазур в геральдиці - колір ясного неба, символізує постійність і відданість, правосуддя і досконалість, честь і чесноту.

## Історія герба

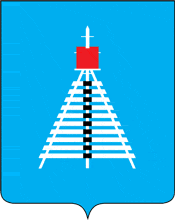
Емблема Ніколаєвська (1912 рік)

У 1878 році був затверджений герб Приморської області, центром якої в той час було місто Ніколаєвськ (в 1926 році місто перейменоване в Ніколаєвськ-на-Амурі). У 1880 році адміністративне управління Приамур'ї було переведене до Хабаровки, що отримала статус міста, герб Приморської області автоматично став першим гербом Хабаровська.
У 1911 році міська влада Ніколаєвська клопотала перед центром про надання місту герба.
У лютому 1912 року Ніколаєвська влада затвердила рішення про міську емблему, яка являла собою щит з блакитним полем із зображенням на ньому срібних створ. Емблема як герб затвердження не отримала.
За даними муніципальної установи «Міжпоселенський краєзнавчий музей» ім. В. Є. Розова» Миколаївського муніципального району в радянський період (імовірно з середини 1970-х років) дана емблема використовувалася як символ міста до 1998 року.

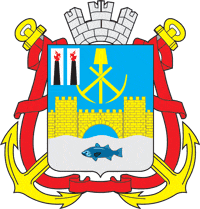
Герб Ніколаєвська (1912 рік)

Перший герб міста Ніколаєвська, Приморської області був найвищий затверджений імператором Миколою II 1 лютого 1912 року і мав такий опис: «У лазуровому щиті на хвилеподібній срібній основі з Лазурного рибою (лосось), золота зубчаста стіна з двома круглими вежами і відкритими воротами, супроводжувана вгорі на-хрест покладеними золотими кирками і такою ж лопатою. У вільній частині цього герба - герб Приморської області. Щит увінчаний срібною з трьома зубцями мурованою короною і оточений двома золотими якорями, з'єднаними Олександрівською стрічкою».
Герб використовувався в період з 1912 по 1918 роки і з 1998 по 1999 роки.

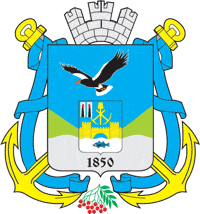
Герб міста Ніколаєвська-на-Амурі і Ніколаєвського району (1999 -2002 роки)

У 1998 році міською владою було прийнято рішення про тимчасове використання як офіційного символу муніципального утворення герба міста Ніколаєвська-на-Амурі, затвердженого в 1912 році, і до 150-річчя Миколаївська-на-Амурі був оголошений конкурс на кращий проект нового герба.
У 1999 році рішенням Ніколаєвської-на-Амурі Радою депутатів був затверджений новий варіант герба міста Ніколаєвська-на-Амурі і Ніколаєвського району, розроблений Миколою Спіжевим. Герб мав такий опис: «На щиті французької форми, в нижній його частині розмістився старий герб м. Ніколаєвська-на-Амурі (1912 р). Цей герб як би розсунувся і має продовження в новому гербі. Хвилясте біле підніжжя стає підніжжям сучасного герба. Стіни фортеці впираються в зелені сопки. Лазурнеє поле старого герба перетворюється в таке ж поле нового. У верхній частині герба розміщений орлан. Орлан має золотий дзьоб і червлені очі. У нижній частині щита розташована дата утворення міста - 1850». Щит зверху прикрашений мурованою короною з трьома зубцями, розташований на перехресних золотих якорях, перевитих блакитною стрічкою. Внизу між лапами якорів кисть горобини з червоними ягодами і зеленим листям.
У 2001 році за сприяння Союзу геральдистів Росії герб міста і району був доопрацьований. Оперення орла змінило забарвлення з коричневої на чорну. З сердцева щита (герб Ніколаєвська-на-Амурі 1912 року) була прибрана вільна частина - герб Приморської області і з основи щита видалена дата - 1850. Були складені нові опис герба та обґрунтування його символіки.

4 грудня 2001 року герб муніципального утворення «Місто Ніколаєвськ-на-Амурі і Ніколаєвський район», з прийнятими змінами та доповненнями, був затверджений рішенням Ніколаєвських-на-Амурі міських Зборах депутатів.
3 червня 2002 року рішенням Геральдичного Ради при Президентові Російської Федерації герб муніципального утворення «Місто Ніколаєвськ-на-Амурі і Ніколаєвський район» був внесений до Державного геральдичного регістру Російської Федерації.
Автори герба: ідея герба - Микола Спіжевой (м. Ніколаєвськ-на-Амурі); геральдична доопрацювання: Костянтин мочені (м. Химки); художник: Роберт Маланіч (м. Москва); обґрунтування символіки: Галина Тунік (м. Москва); комп'ютерний дизайн: Юрій Коржик (м. Воронеж).